# Ємельянов Микола Ілліч
Микола Ілліч Ємельянов (1848—1924) — народоволець, есер, політичний діяч, керівник маєтку, депутат Державної думи II скликання від Таврійської губернії, учасник Революції 1905—1907 в Севастополі.

## Біографія
Дворянин. Вступив на медичний факультет Київського університету, але курс не закінчив, пішовши з третього курсу. Присвятив себе сільському господарству. Був лікарем-добровольцем на російсько-турецькій війні 1877—1878 років за визволення Болгарії.
Наприкінці 1870-х років жив у Сімферопольському повіті. У Сімферополі пов'язані з революційними гуртками У. Т. Голікова, Є. Г. Сидоренка та інших. Дружив із родиною Перовських, зокрема з Софією, та з деякими іншими народовольцями — Трігоні, П. А. Телаловим і т. д. . Надавав «Народній волі» багато важливих послуг, не входячи до партії.
Був керуючим маєтку Бурлюк на р. Альми у Сімферопольському повіті, що належав С. К. Біловодський . У маєтку, де Ємельянов був управителем, ховався Ф. Юрківський після замаху на Херсонське казначейство. Протягом тривалого часу революційно впливав на кримську молодь. Зазнав численних політичних переслідувань: обшуки, домашній арешт, заборона виїзду з маєтку . Був близький до сім'ї Спиридона Дмитровича Бальзама.
На народному мітингу в Севастополі 19 жовтня 1905 обраний серед 40 осіб членом Ради народних депутатів міста .
|  | Для севастопольської міської думи день 18 жовтня обіцяв бути звичайним, рядовим. Відбулося засідання, на якому обговорювалися рутинні міські питання. Оскільки голосні багато курили, вікна на вулицю були відчинені. Тому, незважаючи на дзвінку трель трамвайчиків, шум натовпу, що наближається, вони почули дуже скоро. Незабаром стало видно, що натовп веде відомий у Севастополі народовець Микола Ємельянов. Натовп зупинився перед балконом будинку пані Хлудової, в якому засідала міська дума. Максимов обернувся до стривожених, не знаючи що робити голосним і жестом запросив їх до столу. Кроки несподіваних гостей були чутні. У дверях з'явився Ємельянов. Він одразу повідомив, що разом із ним у думу прийшли «депутати від народу», обрані для участі у роботі міського самоврядування. Обмін думками тривав майже чотири години. Весь цей час натовп стояв біля будинку Хлудової і терпляче чекав на результати зустрічі голосних і депутатів від народу. І коли Ємельянов знову вийшов на ґанок і оголосив про позитивні результати переговорів із міською думою, люди відповіли захопленими вигуками та оплесками. Визначившись із нашою позицією щодо маніфесту, побувавши на незвичайному засіданні міської думи, звернемося до конкретних подій на вулицях Севастополя, для чого приєднаємось до жандармського офіцера, який спостерігає за демонстрацією... На засіданні були присутні з правом вирішального голосу (відповідальність за це взяв на себе Максимов) та представники від народу, обрані на мітингу: Орловський, Вербовий, Шмідт, Теодорович, Орлов, Мельников, Шаповалов, Берлін, Каютін, Лапін, Андрєєв (міський голова), Янковський, Харитонов, Рогозін та дві жінки І.Смідович та Н.Вольська. Уявіть собі, кого привів до міської Думи Ємельянов, якщо Вольська в найближчі бунтівні дні очолить формування дружин бойовиків і фактично «пропишеться» в Лазаревських казармах, а Смідович візьме найактивнішу участь у всіх революційних, повстанських акціях... Після зустрічі депутатів із комендантом фортеці Максимов зробив у думі заяву, що їм дозволено установу охорони, повернення трупів загиблих біля стін в'язниці родичам без медичного розтину, усунення з вулиць військових патрулів та поліцейських нарядів. Що ж до козаків, то Максимов нагадав, що за його та Ємельянова клопотання вони вже усунуті від несення служби на вулицях Севастополя... До середини листопада і так не просте становище у Севастополі та на флоті помітно ускладнилося. Було бродіння серед солдатів 49-го Брестського полку та в морських казармах. Офіцери крейсера «Очаків», випробувавши всі доступні дисциплінарні засоби впливу на екіпаж, викликавши тим його подальшу жорстокість, вважаючи подальше перебування на борту неможливим, залишили корабель. На всій ескадрі настрій «бажав багато кращого»... Понад годину тривали переговори з брестцями. Нарешті солдати здригнулися, допустили матросів роззброїти командира полку та офіцерів, яких мирно відпустили додому, і великим натовпом приєдналися до матросів. Від народовольця Ємельянова, що знаходився серед матросів, умовляв матросів не робити в місті жодних насильств, була послана в місто записка, в якій він просив владу вказати йому, чи стрілятимуть у мирну демонстрацію, хоча б з військових чинів. Йому відповіли, що війська уникатимуть стрілянини, і справді, головний командир наказав Білостоцькому полку, що вийшов тривожним у складі трьох батальйонів на Новосильцівську площу – місце злиття двох головних вулиць міста, не стріляти. Підбадьорені матроси та майстрові ринули в місто. Попереду йшов флотський оркестр, за ним стрункими рядами матроси, брестці, артилеристи, нижні чини 49-го запасного піхотного батальйону – все без зброї та натовп майстрових із двома червоними прапорами, з яких на одному я жодних написів не бачив, а на іншому білими літерами. написано було: «Хай живе свобода! РСДРП». Я поспішив до Білостоцького полку, з яким не розлучався до наступного ранку. Коли маніфестанти з'явилися на площі, Білостоцький полк, збудований у колоні, за командою командира полку полковника Шульмана взяв на варту, музика заграла гімн, на звуки якого полк відповів громовим «ура!»... |

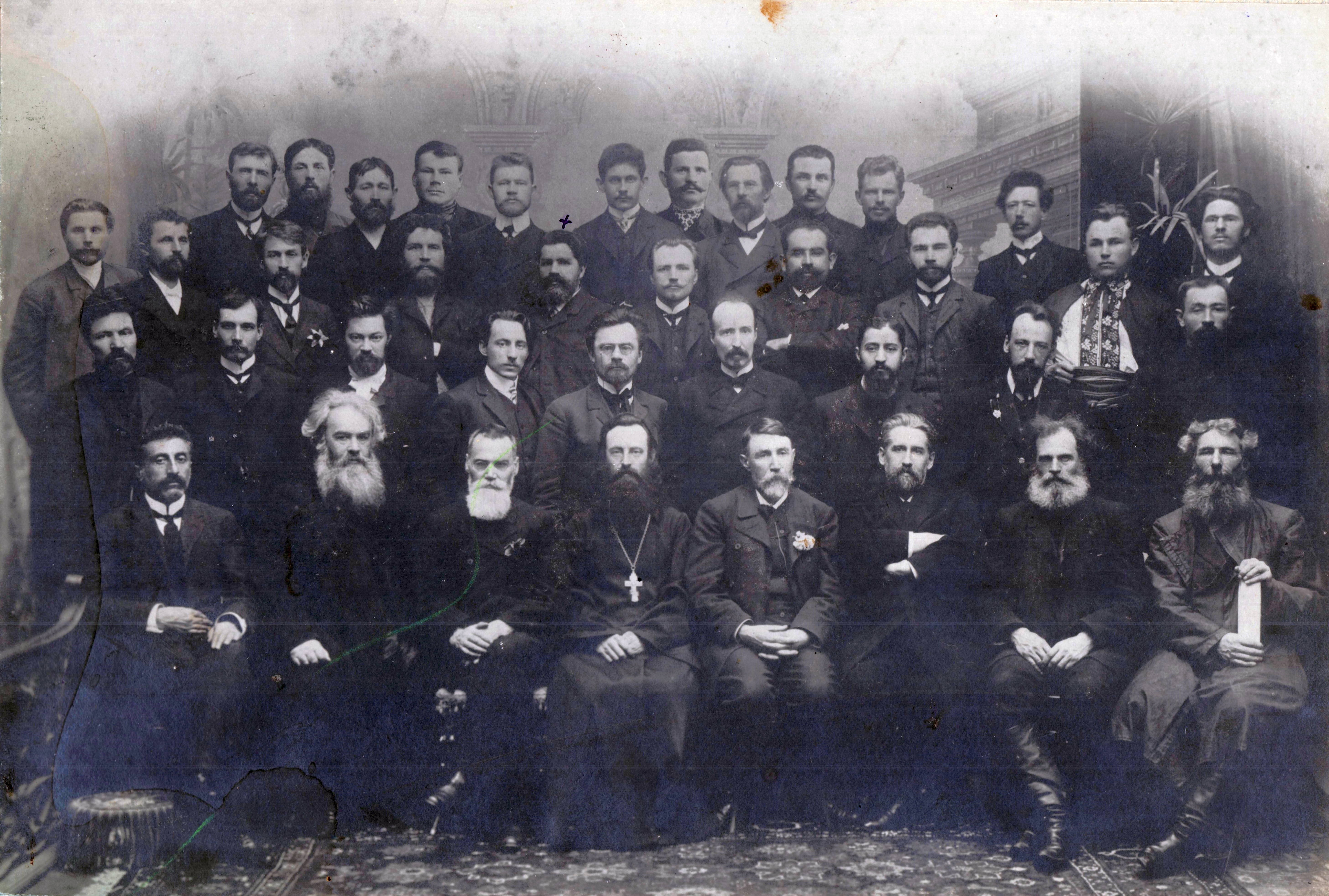
Фракція есерів II Державної Думи (1907): Ємельянов сидить — другий зліва

7 лютого 1907 року обраний до Державної думи II скликання від загального складу виборщиків Таврійських губернських виборчих зборів. У Думі увійшов до складу групи Соціалістів-революціонерів і був обраний до її тимчасового комітету разом із У. Ст. Євреїновим та Ф. І. Ржехіним . Складався у думській Продовольчій комісії.
У 1917 увійшов до комітету міської севастопольської організації есерів, був членом севастопольської міської управи в демократичній («есерській») думі та завідував відділом народної освіти. Після приходу більшовиків до влади у Криму продовжував служити по лінії народної освіти у місті Севастополь. У 1921 чи 1922 отримав звання героя праці . Помер у севастопольській лікарні наприкінці літа 1924 року .

### Рекомендована література
- Новий енциклопедичний словник, т. 14, стор. ХХІ.
- Збірник «Лейтенант П. П. Шмідт. Листи, спогади, документи». М., 1922, стор 223.
- Лепешинський П., на повороті. П., 1922, стор 13.
- Дзвонкевич-Вагнер С., Зотов Н. Л. (Уривки зі спогадів). Зб. «Якутська трагедія 22 березня 1889», М., 1925, стор 106.
- Перовський Ст, Мої спогади. «Каторга та Заслання» 1925, IV (17), 73.
- Лебедєв М., Революційний рух серед чорноморських моряків у 1905 році. «Каторга та Посилання» 1925, V (18), 13.
- Сидоренко Є., Гімназичні та студентські роки 1878—1881. «Кандальний Дзвін» 1926, IV, 74.
- Левицький Ст, Жовтневі дні 1905 року в Севастополі, «Колишнє» 1925, IV (32), 98.